# Sitni bosiljak
Sitni bosiljak (lat. Ocimum minimum), vrsta je bosiljka iz Indije i Šri Lanke. jednogodišnja je biljka, znatno je manja od svetog bosiljka. 
Naraste do 30 cm visine (jednu stopu). Hermafrodit koji cvjeta od kolovoza do rujna, a sjeme dozrijeva u rujnu. Oprašivanje vrše pčele.

## Ljekovitost
Koristi se uglavnom za čišćenje organizma u liječenju nadutosti, djeluje karminativno (sredstva protiv nadutosti), antispazmatično, kao galaktogog (povećava količinu mlijeka kod dojilja), stomahik (pojačava rad želuca), tonik, koristi se kod prehlade i gripe, slabe probave, mučnine, grčeva u trbuhu, gastroenteritisa, migrene, nesanice, depresije i iscrpljenosti. Izvana se koriste za liječenje akni,  uboda insekata, ugriza zmija i infekcija kože. Eterično ulje se koristi u aromaterapiji.  Ekstrakti iz biljke djelotvorni su i protiv unutarnjih parazita.
Sitni bosiljak odija komarce. Također odbija od obližnjih biljaka i sve ostale kukce u domovima ili drugim prostorima gdje je zasađen ili stoji osušen.

## Sitni bosiljak kao hrana
U kuhinji se korisati za jela od rajčice, umake za tjestenine, jela od graha, paprike i patlidžana. Lišće se obično koristi svježe, ali se također može osušiti za zimu. Vrlo je ugodan dodatak salatama, a listovi imaju ugodan miris. Čaj napravljen od lišća djeluje osvježavajuće. Sjeme se može jesti samo ili ga kao aromu dodati u tijesto za kruh. Kada se natopi u vodi, može se pretvoriti u osvježavajuće piće 'sherbet tokhum'. 

## Vanjske poveznice
|  | Zajednički poslužitelj ima još gradiva o temi Ocimum minimum |
|  | Wikivrste imaju podatke o taksonu Ocimum minimum             |